# フォーエヴァー・マイ・ガール
『フォーエヴァー・マイ・ガール』（原題：Forever My Girl）は2018年に公開されたアメリカ合衆国の恋愛映画である。監督はベサニー・アシュトン・ウルフ、主演はアレックス・ローとジェシカ・ローテが務めた。本作はハイディ・マクラフリンが2012年に上梓した小説『Forever My Girl』を原作としている。

## ストーリー
ルイジアナ州。リアムは歌手になる夢を叶えるべく、婚約者のジョジーを置き去りにして都会へと向かった。それから8年後、リアムはカントリー歌手として見事成功を収めていた。ニューオーリンズでのコンサートを終えたリアムの元に、メイソンが自動車事故で亡くなったとの知らせが飛び込んできた。メイソンはジョジーとの婚約を取り持ってくれた人間の一人であった。リアムは故郷に帰ってメイソンの葬儀に参列した。リアムは目立たないようにしていたのだが、運悪くジョジーに見つかってしまった。メイソンの埋葬が終わった後、ジョジーはリアムにパンチを食らわせた。
リアムは父親（ブライアン）の元に滞在することとなったが、ブライアンはリアムに対して冷淡な態度を取った。有名になってから一度も連絡をよこさなかった息子に腹を立てていたためである。久しぶりに町を見て回っていると、リアムはジョジーに会った。彼女は花屋の経営で生計を立てているのだという。リアムはジョジーに7歳の娘（ビリー）がいることを知って驚愕したが、しかもその父親は自分であった。リアムが町を出た半月後に妊娠が判明したため、ジョジーは何とかしてリアムと連絡を取ろうとしたが、事情を知らなかったリアムは電話を無視してしまったのである。懇願の末、リアムはビリーと対面することができた。リアムにあった瞬間、ビリーは彼が自分の父親であることを見抜いた。その様子を見たジョジーは大層驚いた。
ビリーの協力の下、リアムはジョジーと復縁するべく奮闘していくのだった。

## キャスト
- アレックス・ロー - リアム・ペイジ
- ジェシカ・ローテ - ジョジー
- ジョン・ベンジャミン・ヒッキー - ブライアン牧師
- アビー・ライダー・フォートソン - ビリー
- トラヴィス・トリット - ウォルト・ペイジ
- ジリアン・ヴィグマン - ドリス

## 製作

### 構想
ハイディ・マクラフリンが原作小説のアイデアを得たのはFacebook上で流通していた1枚の写真からであった。それは男性が恋人に必死で謝罪している姿を写したものであった。主人公の名前をリアム・ペイジに決めた後、マクラフリンは5000語以上をその日のうちに書き上げた。彼女はバンドに所属する友人を参考にリアムとジョジーのキャラクターを構築していった。小説が出版されてすぐ、LDエンターテインメントが同作の映画化権を購入した。アレックス・ローは本作の脚色作業に関して「原作の全てを90分にまとめるのは困難だった。ベサニーが重要だと思った箇所には変更が加えられた。」と語っている。

### キャスティング
リアムを演じるにあたって、ローは3ヶ月間にもわたってギターの演奏と歌唱を練習することになった。本作の楽曲を手掛けたブレット・ボイエットがコーチも兼任した。ローはロサンゼルスにいる友人とバンドを結成したことがあり、度々演奏活動も行っていたが、それでもなお歌唱シーンでは緊張したのだという。また、ローは南部の訛りを習得するためにカントリー歌手のインタビューを視聴したと述べている。
マクラフリンはジョジー役にミランダ・カーの起用を望んでいたが、最終的にジェシカ・ロースが同役を演じることになった。

## 興行収入
本作は『ホース・ソルジャー』や『ザ・アウトロー』と同じ週に封切られ、公開初週末に200万ドルから300万ドルを稼ぎ出すと予想されていたが、実際の数字はそれを上回るものであった。2018年1月19日、本作は全米1114館で公開され、公開初週末に424万ドルを稼ぎ出し、週末興行収入ランキング初登場10位となった。

## 評価
本作は批評家から酷評されている。映画批評集積サイトのRotten Tomatoesには43件のレビューがあり、批評家支持率は21%、平均点は10点満点で4.3点となっている。サイト側による批評家の見解の要約は「『フォーエヴァー・マイ・ガール』はニコラス・スパークスの小説を映画化した作品のファンには愛されるだろうが、そうでない観客は出来が酷すぎて落涙するだろう。」となっている。また、Metacriticには18件のレビューがあり、加重平均値は36/100となっている。なお、本作のCinemaScoreはAとなっている。